# Шингон
Шингон е будистка школа в Япония, сред основните в страната и наред с тибетските будистки традиции е измежду основните школи на Ваджраяна.
Японската дума шингон, произлизаща от китайското жънян, буквално означава „истински думи“, което от своя страна е китайският превод на санскритската дума мантра.

## История
Шингон възниква в Япония през периода Хеян (794 – 1185). Монахът Кукай заминава за Китай през 804 г., за да изучава тантрични практики в град Сиан при Худжио, откъдето се връща с множество текстове и произведения на изкуството. С времето развива свой собствен синтез на езотеричните практики и учения, фокусирани върху Буда Вайрочана (или по-точно Махавайрочана Татхагата). Той създава манастира в планината Коя, който става главен манастир за школата Шингон.
През периода Хеян Шингон добива огромна популярност и по-специално сред хеянските благородници и това в голяма степен дава своя дял в литературата и произведенията на изкуството на своето време, като силно повлиява и други общности като например тази на школата Тендай на планината Хией.
Ударението, което Шингон поставя върху ритуала, намира подкрепата на благородниците в Киото и особено клана Фудживара. Заради тази заслуга на Шингон са отредени няколко храма в столицата, свързани с политическата власт, в които редовно са провеждани ритуалите на императорското семейство и държавата. Много от тези храмове като Тоджи и Дайгоджи на юг от Киото, както и Джингоджи и Ниннаджи на североизток, стават центрове, развили свои собствени линии на ритуал.

## Разделяне
Подобно на школата Тендай, която се разклонява на Джодо и Ничирен, през периода Камакура Шингон също се разклонява на 2 главни клона: Коджи Шингон (Стар Шингон) и Шинги Шингон (Нов Шингон). Това деление първоначално възниква заради политическото противопоставяне между Кабукан и фракцията му от свещенослужители, групирани около Дендо-ин, от една страна, и водачите на Конгобуджи, от друга страна.
През началния етап на установяването си в Япония католическият мисионер Франциск Ксаверий е добре приет от монасите на Шингон, тъй като използвал думата Дайчини (японския еквивалент на санскритското име на Буда Вайрочана) за християнския Бог. Когато обаче Ксаверий научава повече за смисловите нюанси на думите, започва да използва думата „Деусу“ (от латинското „Деус“) и едва тогава будистките монаси разбират, че мисионерът проповядва „конкурентна“ религия.

## Особености
Сред отличителните черти на Шингон, обща и за Тендай (другата, достигнала до днес, езотерична школа), е използването на семенни срички (на санскрит биджа) заедно със съответните символични представяния на Буда аспектите с техните мандали. Използват се 4 вида мандали:
- маха-мандала (антропоморфното представяне),
- мандала на семенните срички (или дхарма-мандала),
- самая-мандала (представяща обетите, свързани със съответните Буда аспекти, във формата на техните мудри и атрибути), и
- карма-мандала (представяща активността на съответните аспекти като тримерни форми-статуи).